# Marianne Werner
Marianne Werner (ur. 4 stycznia 1924 w Dülmen, zm. 22 lipca 2023 w Dortmundzie) – zachodnioniemiecka lekkoatletka, która specjalizowała się w pchnięciu kulą oraz rzucie dyskiem.
Dwukrotnie startowała igrzyskach olimpijskich zdobywając dwa medale: srebrny w Helsinkach (1952) oraz brązowy w Melbourne (1956). W 1958 roku została mistrzynią Europy w pchnięciu kulą. Piętnaście razy zdobywała złote medale mistrzostw RFN. W latach 1954–1958 dziewięciokrotnie poprawiała rekord kraju w pchnięciu kulą – do poziomu 15,84.

## Osiągnięcia
| Rok  | Impreza              | Miejsce   | Konkurencja    | Pozycja     | Wynik |
| ---- | -------------------- | --------- | -------------- | ----------- | ----- |
| 1952 | Igrzyska olimpijskie | Helsinki  | pchnięcie kulą | 2. miejsce  | 14,57 |
| 1952 | Igrzyska olimpijskie | Helsinki  | rzut dyskiem   | 9. miejsce  | 41,03 |
| 1954 | Mistrzostwa Europy   | Berno     | pchnięcie kulą | 5. miejsce  | 13,93 |
| 1954 | Mistrzostwa Europy   | Berno     | rzut dyskiem   | 11. miejsce | 41,36 |
| 1956 | Igrzyska olimpijskie | Melbourne | pchnięcie kulą | 3. miejsce  | 15,61 |
| 1956 | Igrzyska olimpijskie | Melbourne | rzut dyskiem   | 10. miejsce | 43,34 |
| 1958 | Mistrzostwa Europy   | Sztokholm | pchnięcie kulą | 1. miejsce  | 15,74 |